# Christiane Nüsslein-Volhard

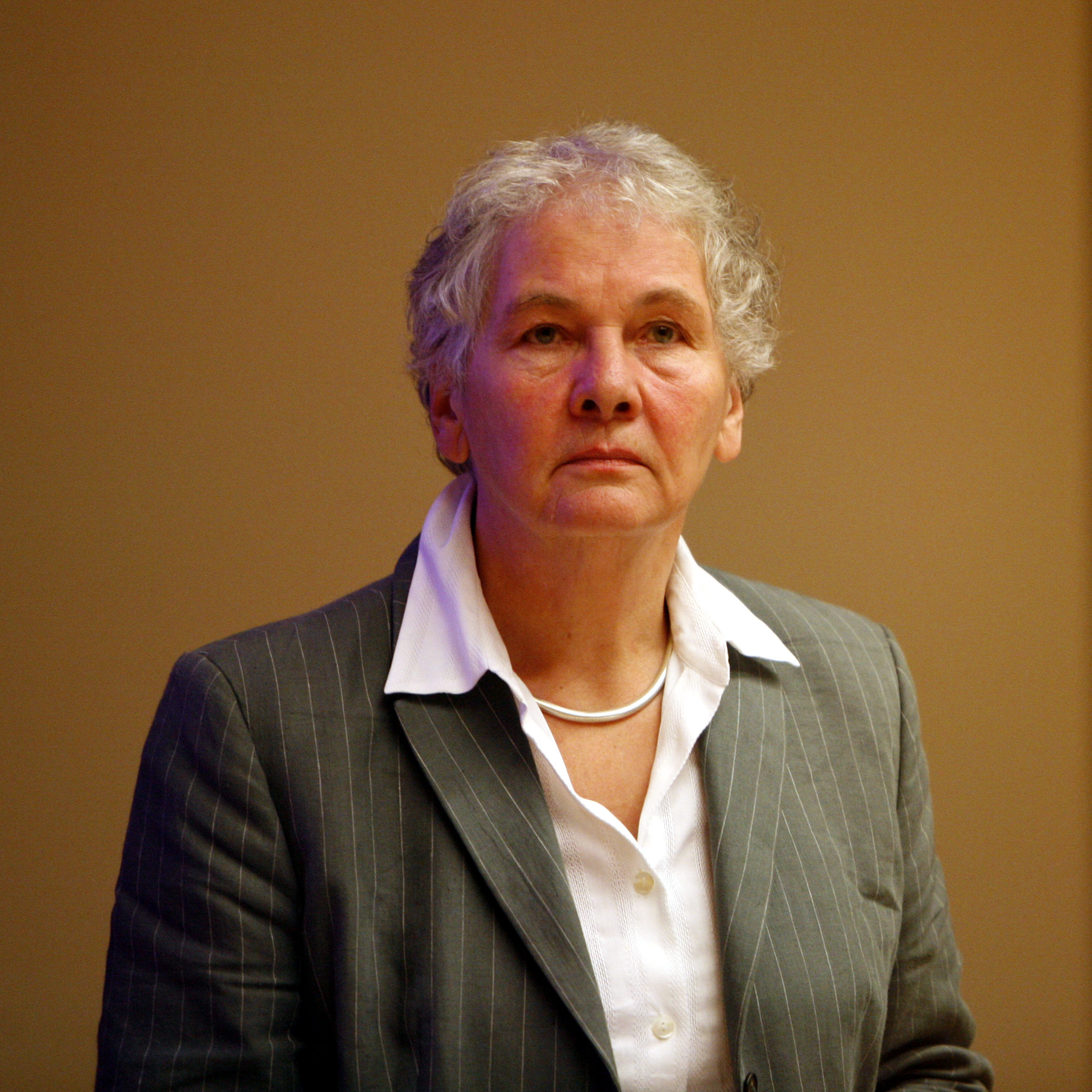
Christiane Nüsslein-Volhard (2007)

Christiane Nüsslein-Volhard (* 20. Oktober 1942 in Heyrothsberge bei Magdeburg) ist eine deutsche Biochemikerin. Sie beschäftigt sich mit Genforschung und Entwicklungsbiologie am Max-Planck-Institut für Biologie Tübingen und leitet eine Emeritus-Forschungsgruppe mit dem Titel Color pattern formation. Sie erhielt 1995 für ihre Forschungen über die genetische Kontrolle der frühen Embryonalentwicklung den Nobelpreis für Physiologie oder Medizin. In Fachveröffentlichungen wird ihr Name teilweise mit CNV abgekürzt.

## Leben

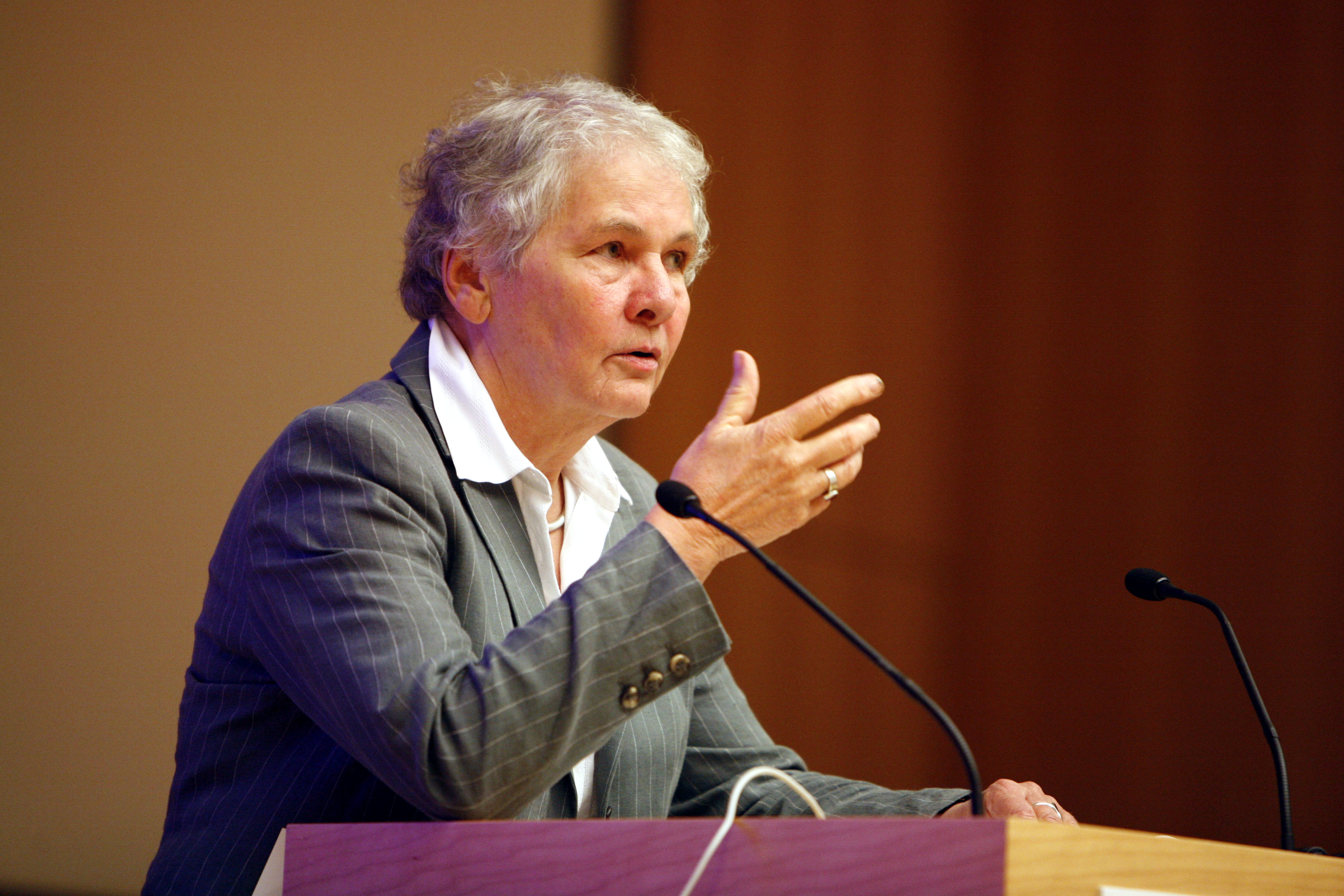
Christiane Nüsslein-Volhard (2007)

Christiane Volhard wurde als zweites von fünf Kindern geboren. Ihr Vater Rolf Volhard war Architekt, ihre Mutter Brigitte Haas Kindergärtnerin. Der Chemiker Jacob Volhard war ihr Urgroßvater. Ihre Jugend verbrachte sie im Haus ihres Großvaters, des Herz- und Nierenspezialisten Franz Volhard, nahe Frankfurt am Main, wo ihre Familie nach dem Krieg Zuflucht gesucht hatte. Sie interessierte sich schon früh für Pflanzen und Tiere und wusste schon im Alter von zwölf Jahren, dass sie Biologin werden wollte. Beeinflusst von Konrad Lorenz und anderen Verhaltensforschern hielt sie zur Abiturfeier ein Referat über die Sprache bei Tieren.
Nach dem Abitur an der Schillerschule in Frankfurt am Main begann sie 1962, Biologie an der Johann Wolfgang Goethe-Universität Frankfurt am Main zu studieren. 1964 wechselte sie zum Biochemiestudium an die Eberhard Karls Universität Tübingen. Christiane Nüsslein-Volhard erlangte ihr Diplom in Biochemie in Tübingen 1968 und war von 1969 an wissenschaftliche Mitarbeiterin am damaligen Tübinger Max-Planck-Institut für Virusforschung. Die Promotion zum Doktor der Naturwissenschaften erfolgte an der Universität Tübingen (1973) im Fach Genetik. Ihre wesentlichen Ergebnisse wurden beim RNA-Polymerase-Meeting in Cold Spring Harbor vorgestellt. Zur Personalpolitik dieser Veröffentlichung bemerkte sie in einem Interview: „Dabei hatte ich fast alle Experimente gemacht und den Aufsatz auch noch geschrieben. Mein Doktorvater meinte, mein Kommilitone solle vorn stehen, der habe Frau und Kind, der brauche seine Karriere.“
Als Postdoc arbeitete sie mit einem Forschungsstipendium 1975/1976 am Laboratorium von Walter Gehring im Biozentrum der Universität Basel, wo sie ihre Forschung zur biologischen Gestaltbildung begann. 1977 war sie als Stipendiatin der Deutschen Forschungsgemeinschaft (DFG) am Laboratorium des Insektenembryologen Klaus Sander an der Universität Freiburg im Breisgau.
Von 1978 bis 1980 fungierte sie als Forschungsgruppenleiterin am neu aufgebauten Europäischen Molekularbiologischen Laboratorium (EMBL) in Heidelberg. Dort arbeitete sie mit Eric Wieschaus zusammen, mit dem sie später den Nobelpreis erhielt. Danach leitete sie eine Nachwuchsgruppe am Friedrich-Miescher-Laboratorium der Max-Planck-Gesellschaft in Tübingen (1981–1984) und 1985 wurde sie schließlich Direktorin und Wissenschaftliches Mitglied am Max-Planck-Institut für Entwicklungsbiologie in Tübingen. Ein Jahr später, 1986, erhielt sie den Gottfried Wilhelm Leibniz-Preis der Deutschen Forschungsgemeinschaft, die höchste Auszeichnung in der deutschen Forschung. Es folgten Gast-Lehraufträge an der Harvard Medical School der Harvard University (1988, 1991), der Yale University (1989), der Rockefeller University in New York (1991) und der Indiana University (1994). An der Tübinger Universität hat sie seit 1991 eine Honorarprofessur inne.

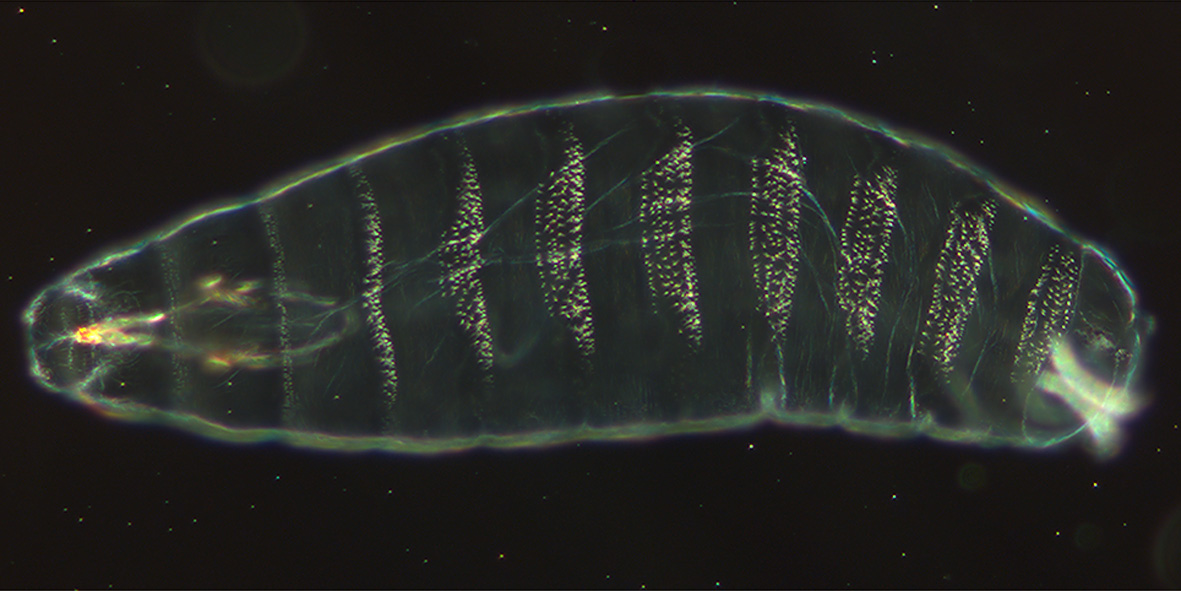
Kutikulapräparation eines Embryos von Drosophila melanogaster, etwa 22 Stunden alt. Ventrale Ansicht mit Dentikeln. Anterior (der Kopf) ist links.

Nüsslein-Volhard erhielt 1995 den Nobelpreis für Physiologie oder Medizin zusammen mit Eric Wieschaus und Edward B. Lewis für ihre Forschungen über die genetische Steuerung der Embryonalentwicklung. Sie und Eric Wieschaus identifizierten und systematisierten Gene, die im Ei der Taufliege (Drosophila melanogaster) die Anlage des Körperplans und der Segmente steuern. Sie entwickelte die Gradiententheorie, die darstellt, wie durch Konzentrationsgefälle in der Eizelle und dem Embryo die Genexpression gesteuert wird, und zeigte Parallelen in der Embryonalentwicklung zwischen Insekten und Wirbeltieren auf. Nach den Insekten wurde später der Zebrabärbling (Danio rerio) als erstes Wirbeltier zum bevorzugten Gegenstand der entwicklungsbiologischen Arbeiten von Nüsslein-Volhard.
1998 gründete sie zusammen mit dem langjährigen Manager der Bayer AG, Peter Stadler, und dem Kölner Genetiker Klaus Rajewsky das Biotechnologie-Unternehmen Artemis Pharmaceuticals GmbH. Es war spezialisiert auf die Entwicklung von gentechnisch hergestellten Arzneimitteln und strebte mittelfristig den Börsengang an. Durch die zwischenzeitliche Fusion mit Exelixis im Jahr 2001 und später mit Taconic Farms im Jahr 2008 wurde Artemis Teil von Taconic Farms, Inc.
Nüsslein-Volhard war von 2001 bis 2007 Mitglied im Nationalen Ethikrat. Von 2013 bis Juni 2021 war sie Kanzlerin des Ordens Pour le Mérite der Bundesrepublik Deutschland.
2004 gründete sie die Christiane Nüsslein-Volhard-Stiftung (Eigenschreibweise: CNV-Stiftung), die begabten jungen Wissenschaftlerinnen durch kleine und eng gefasste finanzielle Zuschüsse die Kinderbetreuung oder den Kauf von Haushaltsgeräten erleichtern soll.
Von 1967 bis 1977 war sie mit dem Physiker Volker Crystalla geborener Nüsslein verheiratet. Der 2021 mit dem Nobelpreis für Chemie ausgezeichnete Chemiker Benjamin List ist ihr Neffe. Sie lebt im Tübinger Stadtteil Bebenhausen.

## Forschung
Die Forschungen von Christiane Nüsslein-Volhard befassen sich mit der Bildung von Formen und Gestalten bei der Entwicklung von Tieren. An der Taufliege Drosophila hat sie zahlreiche Gene entdeckt und beschrieben, die die Entwicklung steuern und entscheidende Funktionen bei der Gestaltbildung im Embryo haben. In molekularen Studien wurden die Funktionen einiger dieser Gene im Organismus aufgeklärt. Dabei wurden neue gestaltbildende Mechanismen nachgewiesen, wie Gradienten, bei denen Morphogene als entscheidende Faktoren die Position im Ei bestimmen. Vergleiche zwischen verschiedenen Organismen einschließlich des Menschen haben einen hohen Grad der Verwandtschaft ihrer Gene ergeben. Das unterstreicht die Bedeutung der Grundlagenforschung an Modellorganismen wie Drosophila für das Verständnis von Aspekten der menschlichen Biologie und Medizin.
Seit etwa 15 Jahren arbeitet die Gruppe von Nüsslein-Volhard auch am Zebrabärbling (Danio rerio), der ein hervorragendes neues Modellsystem für die Untersuchung der Gestaltbildung bei Wirbeltieren darstellt. Die Entwicklung lässt sich im durchsichtigen Embryo, der sich außerhalb des mütterlichen Organismus entwickelt, besonders gut beobachten. Neue Forschungen befassen sich mit Prozessen der Zellwanderung bei der Organentwicklung und mit der Entwicklung der Haut und ihrer Spezialisierungen. Weitere Projekte betreffen die genetische Kontrolle der Entwicklung der Strukturen der ausgewachsenen Fische wie Farbmuster, Schuppen und Flossen.
Ein Ziel dieser Forschung ist es, Gene zu finden, die bei der Variation der Formen während der Evolution eine Rolle spielen. Es existieren mehr als 140 Originalpublikationen in wissenschaftlichen Zeitschriften.
Der Name Toll-like-Rezeptoren (TLR) ist von einem Protein bei Drosophila melanogaster abgeleitet, über dessen Entdeckung die Forschungsgruppe um Nüsslein-Volhard derart begeistert war, dass sie es humorvoll nach dem deutschen Ausdruck „toll“ nannte. TLRs bestehen aus Proteinen, die Toll ähneln, also toll-like sind. Der Moment, der dem Toll-Gen der Fruchtfliege seinen Namen gab, war, als sie ihrem Kollegen Eric Wieschaus gegenüber an einem Doppelmikroskop saß, das zwei Personen gleichzeitig die Untersuchung desselben Objekts erlaubt. „Als wir eines Tages eine Embryonenmutante sahen, deren Entwicklung ventralisiert war, waren wir beide vollkommen überrascht und haben spontan ‚toll‘ gerufen. Bis dahin kannten wir nur dorsalisierte Embryonen“.

## Gesellschaftliche Debatten
2022 äußerte sich Nüsslein-Volhard zur Debatte um Transgeschlechtlichkeit
. Dabei bezeichnete sie die Stellungnahmen von Bundesärztekammer und Bundesverfassungsgericht und speziell die Vorstellung, das biologische Geschlecht wechseln zu können, als „unwissenschaftlich“ und „Unfug“.

## Ehrungen und Mitgliedschaften
- 1986: Gottfried Wilhelm Leibniz-Preis der Deutschen Forschungsgemeinschaft
- 1986: Franz-Vogt-Preis der Universität Gießen
- 1988: Brooks Lecturer, Harvard Medical School, USA
- 1988: Carus-Medaille der Deutschen Akademie der Wissenschaften Leopoldina, Halle
- 1988: Carus-Preis der Stadt Schweinfurt
- 1988: Silliman Lecturer, Yale University, USA
- 1989: Gründungsmitglied der Academia Europaea
- 1989: Korrespondierendes Mitglied der Heidelberger Akademie der Wissenschaften
- 1990: Rosenstiel Award, Brandeis University, USA
- 1990: Sc.D., Yale University, USA
- 1990: Mattia Award, Roche Institute, New Jersey, USA
- 1990: Korr. Mitglied der Nordrhein-Westfälischen Akademie der Wissenschaften und der Künste
- 1990: Mitglied der Royal Society London
- 1990: Mitglied der National Academy of Sciences Washington
- 1991: Mitglied der Leopoldina[19]
- 1991: Albert Lasker Award for Basic Medical Research
- 1991: Ehrendoktorwürde der Universität Utrecht
- 1991: Ehrendoktorwürde der Princeton University
- 1991: Keith R. Porter Lecture
- 1991: Dunham Lecturer, Harvard Medical School, USA
- 1991: Harvey Lecturer, Rockefeller University, USA
- 1991: Ehrendoktorwürde der Eberhard-Karls-Universität Tübingen
- 1992: Otto-Warburg-Medaille
- 1992: Alfred P. Sloan, Jr. Prize, Louisa-Gross-Horwitz-Preis
- 1992: Prix Louis Jeantet de Médicine, Genf, Schweiz
- 1992: Mitglied der American Academy of Arts and Sciences
- 1992: Mendel Medal der Genetics Society
- 1993: Gründungsmitglied der Berlin-Brandenburgischen Akademie der Wissenschaften
- 1993: Ehrendoktorwürde der Albert-Ludwigs-Universität Freiburg
- 1993: Ehrendoktorwürde der Harvard University
- 1993: Sir Hans Krebs Medal der Federation of European Biochemical Societies, Vereinigung europäischer biochemischer Gesellschaften (FEBS)
- 1993: Theodor-Boveri-Preis der Gesellschaft für Physico-Medica der Julius-Maximilians-Universität Würzburg
- 1993: Ernst Schering Preis, Berlin
- 1993: Bertner Award, Anderson Cancer Research Center, Houston, USA
- 1994: Verdienstkreuz des Verdienstordens der Bundesrepublik Deutschland
- 1995: Nobelpreis für Physiologie oder Medizin
- 1995: Mitglied der American Philosophical Society
- 1996: Verdienstmedaille des Landes Baden-Württemberg
- 1996: Goetheplakette der Stadt Frankfurt am Main
- 1997: Orden Pour le Mérite der Bundesrepublik Deutschland
- 1999: Korrespondierendes Mitglied der Niedersächsischen Akademie der Wissenschaften zu Göttingen
- 2001: Ehrendoktorwürde der Rockefeller University, New York, USA
- 2001–2007: Mitglied des nationalen Ethikrates der Bundesregierung
- 2002: Namensgeberin für den Asteroiden (15811) Nüsslein-Volhard
- 2002: Ehrendoktorwürde des University College London, GB
- 2002: Ehrendoktorwürde der Ochanomizu University Tokyo, Japan
- 2005: Ehrendoktorwürde der University of Oxford, GB
- 2005: Ehrendoktorwürde der University of Sheffield, GB
- 2005: Großes Verdienstkreuz (1994) mit Stern (1997) und Schulterband des Verdienstordens der Bundesrepublik Deutschland
- 2006: Ehrendoktorwürde der Universität Genf
- 2007: Ehrendoktorwürde des Weizmann-Instituts in Rehovot, Israel
- 2007: Deutscher Stifterpreis des Bundesverbandes Deutscher Stiftungen
- 2007–2008: Vorsitzende der Gesellschaft Deutscher Naturforscher und Ärzte
- 2007–2012: Mitglied im Scientific Council des Europäischen Forschungsrats
- 2008: Mercator-Professur Universität Duisburg-Essen
- 2008: Soroptimist International Deutschland Förderpreis
- 2009: Österreichisches Ehrenzeichen für Wissenschaft und Kunst
- 2010: Mitglied der Académie des sciences de l’Institut de France
- 2011: Ehrendoktorwürde der University of St Andrews
- 2011: InnoPlanta-Preis
- 2012: Ehrendoktorwürde der University of Bath, GB
- 2013: Distinguished Lectureship Award der AACR-Irving Weinstein Foundation
- 2013: Im Juni wurde sie zur Kanzlerin des Ordens Pour le Mérite für Wissenschaften und Künste gewählt.[20]
- 2014: Bayerischer Maximiliansorden für Wissenschaft und Kunst
- Mitglied des Wissenschaftlichen Beirats der Ingrid-zu-Solms-Stiftung
- Mitglied und bis 2009 Generalsekretärin der European Molecular Biology Organization
- 2019: Schillerpreis der Stadt Marbach am Neckar
- 2020: Ehrensenatorin der Max-Planck-Gesellschaft
- 2022: Gregor-Mendel-Medaille (Sondermedaille)

## Veröffentlichungen
Nüsslein-Volhard veröffentlicht zahlreich in Fachjournalen. Daneben schrieb sie einige sach- und populärwissenschaftliche Bücher.
Veröffentlichungen in Fachzeitschriften (Auswahl)
- C. Nüsslein-Volhard, E. Wieschaus: Mutations affecting segment number and polarity. Nature 287 (1980), S. 795–801.
- W. Driever, C. Nüsslein-Volhard: A gradient of bicoid protein in the Drosophila embryo. Cell 54 (1988), S. 83–94.
- D. St.Johnston, C. Nüsslein-Volhard: The Origin of Pattern and Polarity in the Drosophila Embryo. Cell 68 (1992), S. 201–219.
- C. Nüsslein-Volhard: The identification of Genes controlling Development in Flies and Fishes. Les Prix Nobel, Stockholm 1996.
- H. Knaut, C. Werz, R. Geisler, C. Nüsslein-Volhard (The Tübingen 2000 screen Consortium): A zebrafish homologue of the chemokine receptor Cxcr4 is a germ-cell guidance receptor. Nature 421(6920) (2003), S. 279–282.
- D. Gilmour, H. Knaut, H.-M. Maischein, C. Nüsslein-Volhard: Towing of sensory axons by their migrating target cells in vivo. Nature Neurosci. 7(5) (2004), S. 491–492.

Sachbücher
- Wann ist ein Mensch ein Mensch? Embryologie und Genetik im 19. und 20. Jahrhundert. C. F. Müller, Heidelberg 2003, ISBN 3-8114-5117-0.
- Von Genen und Embryonen. Reclam, Stuttgart 2004, ISBN 3-15-018262-X.
- Das Werden des Lebens. Wie Gene die Entwicklung steuern. Beck, München 2004, ISBN 3-406-51818-4.
  - Englische Übersetzung: Coming to life. How genes drive development. Kales Press, Carlsbad (CA) 2006, ISBN 978-0-9670076-7-0.
  - Italienische Übersetzung: Il divenire della vita. Come i geni controllano lo sviluppo. Zanichelli, Bologna 2009, ISBN 978-88-08-16428-5.
  - Spanische Übersetzung: Génesis y desarrollo de la vida. Crítica, Barcelona 2009, ISBN 978-84-9892-006-2.
  - Griechische Übersetzung: Ο ερχομός στη ζωή. Πώς τα γονίδια κατευθύνουν την ανάπτυξη. Κάτοπτρο, Athen 2013, ISBN 978-960-6717-78-9.
- Mein Kochbuch. Insel, Frankfurt am Main/Leipzig 2006, ISBN 978-3-458-06880-8.
- Die Schönheit der Tiere. Evolution biologischer Ästhetik. Matthes & Seitz, Berlin 2017, ISBN 978-3-95757-457-2.
  - Englische Übersetzung: Animal beauty. On the evolution of biological aesthetics. The MIT Press, Cambridge (Mass.) 2019, ISBN 978-0-262-03994-9.
  - Italienische Übersetzung: L'incanto degli animali. Bellezza ed evoluzione. Il Saggiatore, Mailand 2020, ISBN 978-88-428-2666-8.

Populärwissenschaftliche Veröffentlichungen
- Christiane Nüsslein-Volhard: Vom Ei zum Organismus - Prinzipien der biologischen Gestaltbildung am Beispiel der Fliege. In: Max-Planck-Gesellschaft Jahrbuch 1991. Vandenhoeck & Ruprecht, Göttingen 1991, S. 37–52.
- Christiane Nüsslein-Volhard: Die Neubildung von Gestalten bei der Entwicklung der Tiere. In: Verhandlungen der Gesellschaft Deutscher Naturforscher und Ärzte. 1993.
- Christiane Nüsslein-Volhard: Gradienten als Organisatoren der Embryonalentwicklung. In: Spektrum der Wissenschaft. Nr. 10, 1996, ISSN 0170-2971, S. 38–46.
- Christiane Nüsslein-Volhard: Genetik für Gourmets: Gentechnik und Geschmack passen gut zusammen. Ein offener Brief an den Feinschmecker Wolfram Siebeck. In: Die Zeit. 19. November 1998 (zeit.de [abgerufen am 3. Mai 2023]).
- Christiane Nüsslein-Volhard: Den Göttern gleich' ich nicht! In: Frankfurter Allgemeine Zeitung. Nr. 46, 23. Februar 2001, S. 43 (faz.net [abgerufen am 3. Mai 2023]).
- Christiane Nüsslein-Volhard: Wann ist ein Tier ein Tier, ein Mensch kein Mensch? In: Frankfurter Allgemeine Zeitung. Nr. 229, 2. Oktober 2001, S. 55 (faz.net [abgerufen am 3. Mai 2023]).
- Christiane Nüsslein-Volhard: Von Genen und Embryonen. In: Berliner Lektionen. 2001 (defa-stiftung.de [abgerufen am 3. Mai 2023]).
- Der Mensch nach Maß – unmöglich. Süddeutsche Zeitung am Wochenende, Dezember 2001.
- Christiane Nüsslein-Volhard: Mehr Frauen an die Forschungsfront. In: Die Zeit. Nr. 22, 23. Mai 2002 (zeit.de [abgerufen am 3. Mai 2023]).
- Kinderwunsch – Wunschkinder. Ein Pro zur Präimplantationsdiagnostik. In: Emma, 2002.
- Christiane Nüsslein-Volhard: Forschung an menschlichen Embryonen? In: Nikolaus Knoepffler (Hrsg.): Humanbiotechnologie als gesellschaftliche Herausforderung. Orig.-Ausg Auflage. Verlag Karl Alber, Freiburg [Breisgau] 2005, ISBN 3-495-48143-5, S. 25–44.
- Christiane Nüsslein-Volhard: Warum Tiere so verschieden aussehen - von Fliegen, Fischen und der Entstehung der Wirbeltiere. In: Vom Urknall zum Bewusstsein - Selbstorganisation der Materie: Verhandlungen der Gesellschaft Deutscher Naturforscher und Ärzte. Georg Thieme Verlag, 2007, S. 207–224.